# Riza Santos
Riza Santos, née le 31 août 1986 à Calgary, est une animatrice de télévision et actrice philippino-canadienne.
Elle a été élue Miss Univers Canada 2013 et Miss Monde Canada 2011.

## Biographie

### Jeunesse et études
Riza Santos est née le 31 août 1986 à Calgary, au Canada. Sa mère, Dina Buenaventura et son père, Ruel Santos, sont originaires des Philippines. Ils ont quitté leur pays d'origine pour s'installer au Canada. Sa famille a des ascendances philippines, espagnoles et chinoises.
Elle a étudié les sciences biologiques à l'université de Calgary, mais ses grands-parents lui ont influencé à poursuivre une carrière militaire, dans laquelle Riza Santos a été formé en tant que réserviste dans les Forces armées canadiennes en septembre 2005. Elle a terminé également sa Qualification militaire de base et sa Qualification de soldat. Elle a participé à des exercices opérationnels sur le terrain à Calgary, Edmonton, Suffield et Wainwright. 
Elle a fait de nouveau ses études à l'université de Calgary en génie civil.

### Élection Miss Univers Canada 2013
Riza Santos est élue puis sacrée Miss Univers Canada 2013 le 20 mai 2013 au St. Lawrence Centre for the Arts de Toronto et succède à Adwoa Yamoah, Miss Univers Canada 2012.
En premier lieu, le titre de Miss Univers Canada 2013 a été décernée à Denise Garrido. Seulement 24 h après la remise de la couronne, le titre a été remis à Riza Santos. Denise Garrido reprend le titre de 3e dauphine que Riza Santos lui a été attribué par erreur. Celle-ci a été commise par un employé inexpérimenté ayant commis une faute de frappe en recopiant dans un tableur informatique les notes des juges. L'erreur a été détectée par un audit indépendant après le couronnement.

#### Parcours
- Miss Terre Canada 2006 à Montréal.
- Miss Terre 2006 à Manille, aux Philippines.
- Miss Monde Canada 2011 à Richmond.
- Top 31 à Miss Monde 2011 à Londres, au Royaume-Uni.
- Miss Univers Canada 2013 à Toronto.
- Candidate à Miss Univers 2013 à Moscou, en Russie.

### Représentations au Canada et dans le monde
Riza Santos est élue Miss Terre Canada 2006 le 16 septembre 2006 à Montréal. En novembre, elle représente le Canada au concours Miss Terre 2006 où elle remporte les prix de Miss Photogénique et Miss Fontana Awards. Le concours se déroulait à Manille, aux Philippines.
Elle est couronnée Miss Monde Canada 2011 le 19 mai 2011 au River Rock Show Theatre de Richmond, en Colombie-Britannique. À Miss Monde 2011, elle se classe dans le top 31.
Grâce à son titre de Miss Univers Canada 2013, elle a pu représenter de nouveau le Canada au concours Miss Univers 2013 mais n'atteint pas la demi-finale. Elle fait partie d'une des quatre candidates d'origine philippine à y participer au concours avec Jennifer Ondo, Miss Gabon, Alixes Scott, Miss Univers Guam et Ariella Arida, Miss Univers Philippines.

## Filmographie

### Cinéma
- 2008: When Love Begins de Jose Javier Reyes : Christine
- 2008: Ikaw Pa Rin: Bongga ka boy! de Wenn V. Deramas : Miss Canada
- 2008: Dobol Trobol: Lets Get Redi 2 Rambol! de Tony Y. Reyes : Boni
- 2014: Water Wars de Jim Wynorski et Cirio H. Santiago : Eryn
- 2015: Painkillers de Peter Winther : Madelline

### Télévision
| Année     | Titre                                  | Pays               | Rôle                                         | Chaîne de télévision                     |
| --------- | -------------------------------------- | ------------------ | -------------------------------------------- | ---------------------------------------- |
| 2006      | Kapamilya, Deal or No Deal             | Philippines        | Invitée                                      | ABS-CBN                                  |
| 2007      | Pinoy Big Brother: Celebrity Edition 2 | Philippines        | Colocataire (seconde finaliste de l'édition) | ABS-CBN, Studio 23, The Filipino Channel |
| 2008      | ASAP                                   | Philippines        | Elle-même (Chanteuse/danseuse)               | ABS-CBN                                  |
| 2008      | Love Spell (Saison 6)                  | Philippines        | Poupée vivante                               | ABS-CBN                                  |
| 2008      | Wheel of Fortune                       | Philippines        | Invitée                                      | ABS-CBN                                  |
| 2008      | Palos                                  | Philippines        | Lady Simona                                  | ABS-CBN                                  |
| 2008      | Lovebooks Presents                     | Philippines        | Giselle                                      | TV5                                      |
| 2008      | Philippines Scariest Challenge         | Philippines        | Candidate                                    | TV5                                      |
| 2008      | Miss Terre 2008                        | Philippines        | Maître de cérémonie                          | ABS-CBN, Studio 23, The Filipino Channel |
| 2008      | I Love Betty La Fea                    | Philippines        | Amanda (mannequin)                           | ABS-CBN                                  |
| 2008-2009 | Asian Poker Tour                       | Macao/ Philippines | Maître de cérémonie officielle               |                                          |
| 2011      | Miss Monde 2011                        | Royaume-Uni        | Candidate                                    | Entertainment Television, ITV            |
| 2013      | Miss Univers 2013                      | Russie             | Candidate                                    | NBC, Telemundo                           |